# Ophiorrhiza pallidula
Ophiorrhiza pallidula är en måreväxtart som beskrevs av Henry Nicholas Ridley. Ophiorrhiza pallidula ingår i släktet Ophiorrhiza och familjen måreväxter. Inga underarter finns listade i Catalogue of Life.